# Coxicerberus boninensis
Coxicerberus boninensis is een pissebed uit de familie Microcerberidae. De wetenschappelijke naam van de soort is voor het eerst geldig gepubliceerd in 1975 door Ito.